# Історія Гадяча

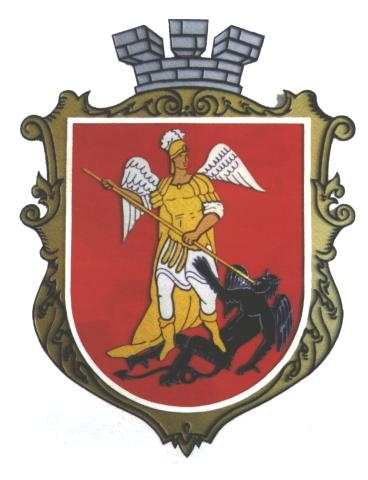
Герб Гадяча: на щиті у червоному полі зображено воїна, який простромлює списом змія. Пізніше він дістав конкретний образ: архангел Мисаїл, що простромлює золотим списом чорного диявола

## Історія міста Гадяч
Як вважають історики, перші поселення на території міста Гадяч з'явилися ще в скіфські часи. Виникнення Гадяча пов'язують з будівництвом у Х-ХІІ ст. Посульської оборонної лінії. Спочатку поселення мало назву Гадяче. 1442 р. поблизу нього засновується Красногірський Миколаївський монастир. Розташований в зручному для фортифікації місці на порубіжжі з татарською вольницею, Гадяч вже на початку 16 ст. перетворюється на одне з найзначніших міст України, жителі якого входять до однойменного полку з числа 20 заснованих гетьманом Ружицьким для боротьби з Ханством. Тут будується «замок». У 1610—1616 роках Гадяч отримав права слободи, тобто був звільнений від податків і повинностей. На 1630 р. Гадяч — велике торгове місто, невдовзі тут налагоджується поташне виробництво, продукція якого відправлялась на фабрики Гданська.

### Визвольна війна
Населення міста Гадяча брало активну участь у Визвольній війні українського народу 1648-1657 рр. На початку Визвольної війни місто стає центром Гадяцького полку, командування яким прийняв сподвижник Богдана Хмельницького, герой Визвольної війни Кіндрат Бурляй.
16 вересня 1658 р. тут було підписано відомий, але майже не реалізований Гадяцький трактат, що стосувався подальшого політичного і економічного розвитку України і мав на меті запобігти подальшому посиленню московської влади в країні. Пожалуваний за російсько-українським договором 1654 року російським царем Б.Хмельницькому, Гадяч перетворюється на так званий «ключ» до рангових маєтностей гетьманів України.
З 1663 року і 5 років поспіль місто було адміністративним центром Війська Запорізького. Гетьман Іван Брюховецький, який переніс сюди свою резиденцію, розбудовує Гадяцьку фортецю — зводить дерев'яний замок, адміністративні споруди, нові укріплення та церкви.
З першої половини XVII ст. Гадяч має свій герб, затверджений 1782 року. 1726 року Катерина І віддала Гадяч із підпорядкованими йому містечками, селами і слобідками князю Д. Меншикову, через 4 роки ця територія стала власністю українського гетьмана Данила Апостола.
Козаки Гадяцького полку, яким керували в різний час найвідоміший козацький літописець Г.Граб'янка, меценат М.Борохович брали участь і уславили себе хоробрістю і відвагою в походах на Азов та в Прибалтику, неодноразово піднімали народ на боротьбу з старшинською сваволею.

### В складі Російської імперії
З 1764 року Гадяч із більшістю сусідніх сіл належить гетьману К. Г. Розумовському, котрий 1785 року продав місто і частину інших земель казні. За ревізією 1782 року в місті Гадячі нараховувалось: чоловіків — 1827, жінок — 1907, а всього 3734 душі, за подвірним переписом 1891 року: чоловіків — 3228, жінок — 3313, всього 6541 душа, будинків кам'яних — 50, дерев'яних — 950, магазинів — 102, всього 1102 будинки, дрібних промислових і ремесляних закладів 16, вітряків — 9, водяних млинів  — 3, православних церков — 4, міське училище, міський банк, У 18-19 ст. Гадяч — повітове містечко Малоросійської, а згодом Полтавської губернії, (пожаловане гербом …), де діяли повітове та парафіяльне училища, лікарня та шпиталь, 4 церкви та 2 єврейські молитовні будинки, поштова станція, де щорічно проводилося 5 великих ярмарків, на які з'їжджалося купецтво зі Слобожанщини, Полтавщини, російських губерній. Враховуючи рівновіддаленість від Полтави, Харкова, Сум, Києва було розпочато будівництво залізниці, що повинно було суттєво прискорити розвиток міста.

### Витоки української культури

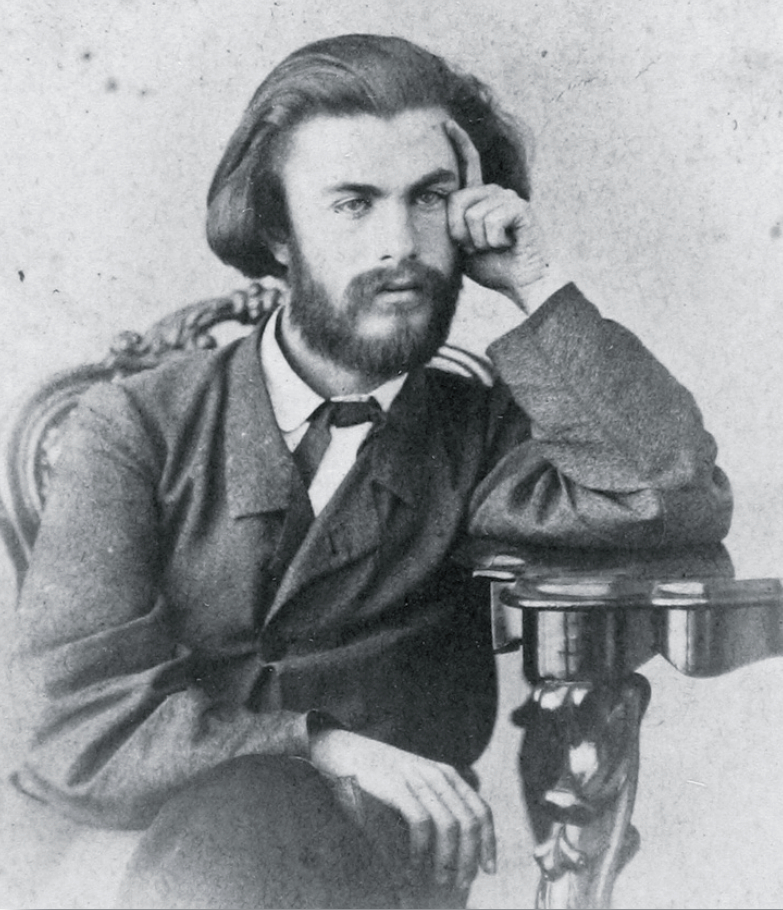
Михайло Драгоманов

Гадяч — батьківщина одного з найвидатніших діячів 19 ст. М.Драгоманова, чиї філософські, історичні, соціологічні праці формували політичну еліту країни на початку 20 ст. Тут у родинному маєтку, що розташувався на мальовничих пагорбах Псла, жила сестра М.Драгоманова  — відома поетеса, письменниця, громадська діячка Олена Пчілка, яка започаткувала випуск у місті газети «Рідний край» та журналу «Україна молода». В Зеленому Гаю, в будинку матері жила і писала свої безсмертні твори Леся Українка. З містом пов'язані Імена письменників Панаса Мирного та М.Макаревського, інженера-будівельника, автора пам'ятника на козацьких могилах під Берестечком. В.Леонтовича і художника-ілюстратора М.Білика, істориків Д.Пащенка та М.Бакая, інших діячів вітчизняної культури. Побували в Гадячі та залишили спогади про нього в своїх творах О.Кобилянська, Ф.Красецький.

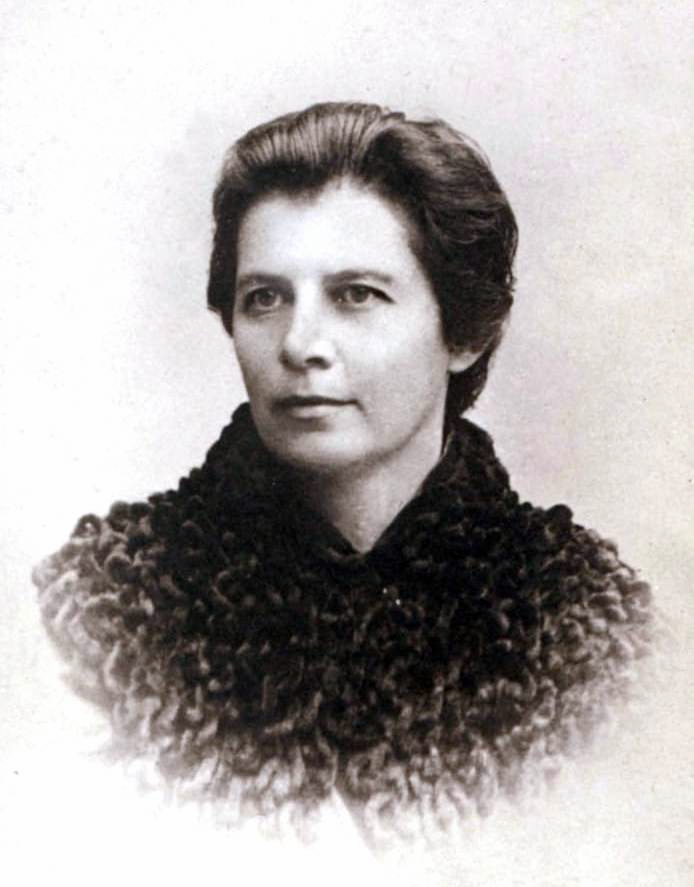
Олена Пчілка

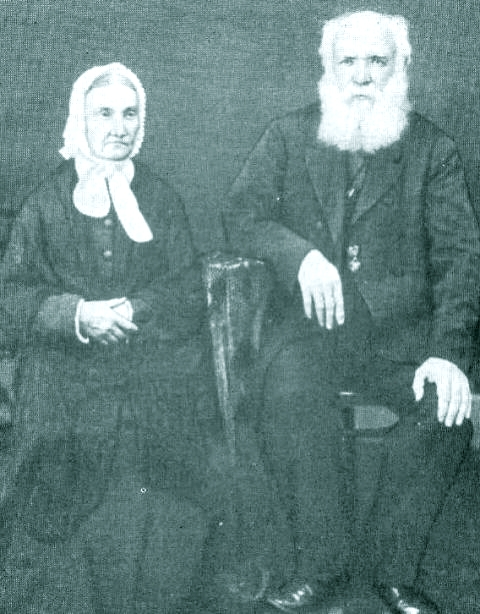
Батьки Панаса Мирного, Тетяна Іванівна та Яків Григорович Рудченки

На території Гадяча є кілька місць пов'язаних з родиною Драгоманових. У провулку Лесі Українки розташований пам'ятний знак на тому місці, де раніше була садиба Драгоманових. Нині це місце зветься Драгоманова гора. Тут народився М.Драгоманов і О.Пчілка. На вулиці М.Драгоманова у невеличкому одноповерховому будиночку знаходиться редакція газети «Гадяцький вісник», а на ньому меморіальна дошка, де зазначено, що тут з 1917 по 1919 рік працювала редактором О.Пчілка. Чимало пам'ятних місць Гадяча пов'язано з ім'ям Лесі Українки. Народилася вона у м. Новоград-Волинську, але багато своїх творів написала в Гадячі, в «Зеленому Гаю» в будинку своєї матері. Чудові люди збиралися в тому будиночку. У 1899 р. на гостину до Л.Українки приїздить буковинська письменниця О.Кобилянська, влітку того ж року М. В. Лисенко із своїм мандрівним хором завітав до нашого міста. Хутір Зелений Гай став улюбленим місцем відпочинку молоді, нині він носить назву Лесин Гай. На тому місці, де стояв будиночок О.Пчілки, на честь 100-річчя з дня народження славетної поетеси, встановлено обеліск з портретом Л.Українки. У центрі нашого міста є будинок, на меморіальній дошці якого написано «В цьому будинку з 1858 по 1865 р. жив і працював видатний український письменник П.Мирний», 14-річним юнаком він влаштувався писарем до Гадяцького суду. У романі «Хіба ревуть воли, як ясла повні?» було описано життя Гадяцького повіту кінця 19 ст. На території району і в самому Гадячі в різні часи побували Т. Г. Шевченко, М. В. Гоголь, А. П. Чехов.

### Війна з нацистами
В довоєнний період Гадяч перетворився на культурний центр району. В педагогічному технікумі готувалися кадри вчителів молодших класів, з однорічної сільськогосподарської школи виходили спеціалісти для городніх бригад колгоспів, медичних сестер готувала медична школа. Школярі навчалися в двох середніх та семирічній школах. Працювали районний Будинок культури, кінотеатр, будинок піонерів.
Німецькі військові з'єднання вдерлися в Гадяч 27 вересня 1941 року. Майже два роки загарбники руйнували, грабували Гадяч, який з 1 вересня 1942 року став центром Гадяцького ґебіту. Вони знищили виробничі і житлові приміщення у місті і районі. Педагогічний технікум і медичну школу зайняли під казарми, середню школу № 2 перетворили на катівню поліції, у поліклініці влаштували комендатуру, в дитячих яслах — жандармерію. П'ять тисяч жителів району було примусово відправлено на роботу до Німеччини.
Гадяч було звільнено від нацистів 11 вересня 1943 року. В боях за місто загинуло багато воїнів, у тому числі командарм 47-ї армії генерал-лейтенант П. П. Корзун, Герой Радянського Союзу гвардії капітан Є. П. Кочергін, офіцери І. І. Шаріпов, М. О. Карнаухов та інші.
На різних фронтах мужньо боролися тисячі жителів міста. З них понад 5 тисяч відзначені бойовими орденами і медалями СРСР. Високого звання Героя Радянського Союзу удостоєні М. С. Чирка, М. Ф. Лимонь, М. Л. Велічай.
Кавалером трьох орденів Слави став В. С. Боряк, 13 осіб отримали його двічі.

### Юдейські паломництва хабадників
Місто Гадяч — центр паломництва туристів єврейського походження з різних країн світу (Ізраїлю, США, Канади, Росії, Польщі, країн Балтії, оскільки тут у 1813 році було поховано засновника хасидизму Хабад Шнеур Залмана (1745—1813 рр.).

## Сьогодення
Місто Гадяч розташоване на березі лівої притоки Дніпра — річки Псел, біля впадіння в неї річки Грунь.
Територія міста 1778 га. Населення за переписом 2001 року — 22,7 тис. чоловік. В місті активно працюють 3 заводи і комбінати. Продукцію вентиляторного заводу «Горизонт», ДП «Гадячсир», м'ясокомбінату добре знають за межами району, області, навіть України. Має популярність продукція цегельного заводу, заводу домобудування.
Соціально-економічний розвиток міста, його благоустрій значною мірою пов'язаний з нафтогазовидобувною промисловістю.
По праву Гадяч вважається містом працівників нафтової та газової промисловості.
Розвідники надр, буровики, оператори, транспортники і будівельники — такі провідні професії поширені в місті.
Доброю традицією стало щорічне святкування 11 вересня Дня міста. Адже саме цього дня місто звільнили від нацистських загарбників.